# Млыновцы (Тернопольский район)
Млыновцы (укр. Млинівці) — село в Зборовской городской общине Тернопольского района Тернопольской области Украины.
Код КОАТУУ — 6122686001. Население по переписи 2001 года составляло 842 человека.
До 2020 года входило в Зборовский район.

## Географическое положение
Село Млыновцы находится на берегу реки Стрыпа в месте где она образуется слиянием рек Волчковецкая Стрыпа и Главная Стрыпа,
выше по течению реки Главная Стрыпа примыкает село Грабковцы,
ниже по течению на расстоянии в 2 км расположен город Зборов.
Через село проходят автомобильная дорога Т-2013 и
железная дорога, станция Зборов.

## История
- 1598 год — дата основания.

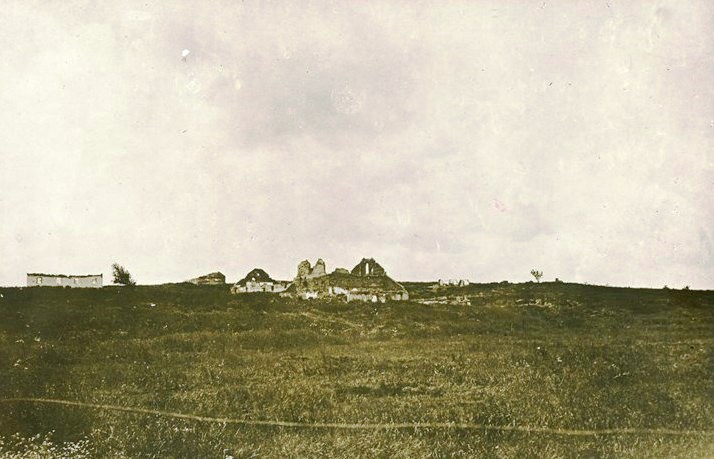
Уничтожены огнем артиллерии села Млыновцы в годы Первой мировой войны

- 1943 год — 22 марта партизаны УПА атакуют немецкий гарнизон в селе и сжигают его[2].

## Объекты социальной сферы
- Школа.
- Клуб.
- Фельдшерско-акушерский пункт.

## Достопримечательности
- Братская могила советских воинов.